# 호세마리아 에스크리바

Coat of arms of Josemaría Escrivá

성 호세마리아 에스크리바(라틴어: Sanctus Iosephmaria Escrivá, 1902년 1월 9일 - 1975년 6월 26일) 또는 호세마리아 에스크리바 데 발라게르(스페인어: Josemaría Escrivá de Balaguer)는 스페인 가톨릭교회의 사제이자 성직자치단체 오푸스 데이의 창설자이다. 그의 시성식을 거행한 교황 요한 바오로 2세는 호세마리아를 “기독교 세계의 위대한 증거자 가운데 한 사람”이라고 선언하였다.
그는 마드리드 대학교에서 시민법 박사학위를, 그리고 로마의 라테라노 대학교에서 신학 박사학위를 받았다. 그는 교황청립 신학 아카데미의 일원이자 성직자성의 고문이었으며, 교황청 교회법 공인 해석 위원회의 고문이었다.
그의 주된 활동은 오푸스 데이의 설립과 운영, 확장이었다.

## 일대기

### 유년 시절
호세 마리아 마리아노 에스크리바 이 알바스는 1902년 1월 9일 스페인 아라곤 지방 우에스카 주에 있는 작은 마을 바르바스트로에서 호세 에스크리바 이 코르잔과 그의 아내 마리아 데 로스 돌로레스 알바스 이 블락 사이에서 6자녀 가운데 2남으로 태어났다. 상인이었던 아버지 호세 에스크리바는 나중에 운영하던 섬유회사가 파산하고 말았다. 그래서 그의 가족은 과거 옷가게 점원으로 일했던 1915년 스페인 북부 리오하 주의 로그로뇨 시로 이사를 갔다. 어린 호세마리아는 어느 수사가 지나간 뒤 남겨둔 눈 위의 맨발자국을 보고나서 하느님이 자신에게 무언인가를 원한다는 것을 어렴풋이 느끼게 되었다고 전해진다.
호세마리아는 곧 가톨릭교회의 성직자가 되는 것이 하느님의 부르심을 따르는 제일 좋은 방법이라고 생각하여 성직에 입문하기로 결심하였다. 아버지로부터 승낙 받은 그는 로그로뇨에서 신학 공부를 하다가 나중에 사라고사로 갔으며 1924년 12월 20일 토요일 부제로 서품되었다. 그리고 1925년 3월 28일 토요일 사라고사에서 사제로 서품되었다. 사제가 된 후 그는 사라고사의 벽촌인 페르디에구라에서 본당 신부로 사목을 했고 1927년 스페인의 수도 마드리드로 가서 마드리드 콤플루텐세 대학교에 입학하여 시민법을 공부하는 한편, 성심의 사도 자매회가 운영하는 복지기관인 환자재단의 지도신부로 사목하면서 도시 빈민들과 병원의 불치병 환자들, 죽어가는 사람들을 사목하였다.

### 오푸스 데이 창설
기도와 묵상은 호세마리아가 하느님의 뜻을 이해하기 위해 좀더 깊이 생각함으로써 더 많은 것을 깨달을 수 있도록 도와주었다. 그리하여 1928년 10월 2일 호세마리아는 사회 모든 계층 사람들이 자신의 신분을 바꾸지 않고도 세상 한복판에서 일상적인 일의 성화를 통해 사도직을 실천하고 완덕에 도달할 수 있도록 오푸스 데이(Opus Dei)라는 단체를 창설하였다. 오푸스 데이는 라틴어로 ‘하느님의 사업’이라는 뜻이다.
스페인 내전 기간 동안 호세마리아 에스크리바는 공화파의 핍박으로부터 벗어나 안도라와 프랑스를 거쳐 프란시스코 프랑코 장군이 있는 부르고스로 피신하였다. 1939년 프랑코 장군의 승리로 내전이 종식되자 그는 마드리드로 돌아와 공부를 계속하여 신학적 법학 연구인 《산타 마리아 라 레알 데 라스 우엘가스 수녀원장》을 집필하여 시민법 박사학위를 취득하였다.
1943년 1월 14일 호세마리아 에스크리바는 오푸스 데이와 긴밀하게 일치해있는 성 십자가 사제회를 창설하였으며, 로마로 거처를 옮겼다. 성 십자가 사제회의 창설을 통해 오푸스 데이 회원들은 사제품을 받을 수 있는 한편, 교구 사제들은 자신의 장상 교구장 주교에게 완전히 종속된 상태로 성직을 수행하면서 오푸스 데이의 영성과 수련방법에 따라 성화를 꾀할 수 있게 되었다.

### 말년
호세마리아 에스크리바는 스페인으로 잠시 돌아와, 1960년대부터 1970년대까지 오푸스 데이의 단장으로서 토레시우다드에 오푸스 데이 본부 성당의 설계과 건축을 추진, 감독하였다. 오푸스 데이 성당의 봉헌식은 에스크리바 사후, 즉 7월 7일에 거행되었으며, 오늘날까지 오푸스 데이의 영적 중심지일뿐만 아니라 가톨릭 신자들의 주요 순례지로 남아 있다.
1950년 호세마리아 에스크리바는 교황 비오 12세로부터 교황의 명예 고위 사제인 몬시뇰로 임명되었다. 1955년 호세마리아 에스크리바는 로마 라테라노 대학교에서 신학 박사학위를 취득하였다. 호세마리아 에스크리바는 교황청 로마 신학학술원 회원으로 위촉되었으며, 교황청 교육성과 교황청 교회법해석위원회 자문위원을 역임하였다.
1948년 호세마리아 에스크리바는 로마에 오푸스 데이 남성 회원들의 교육 센터인 성 십자가 로마 대학(Collegium Romanum Sanctae Crucis)을 설립하였다. 1953년에는 여성 회원들을 위한 교육 센터인 성 마리아 로마 대학(Collegium Romanum Sanctae Mariae)을 설립하였다. 호세마리아 에스크리바는 또한 스페인의 나바르 대학교와 페루의 피우라 대학교의 총장 등을 역임하였다. 호세마리아 에스크리바는 1975년 6월 26일 향년 73세에 선종하였다. 그가 선종할 즈음, 오푸스 데이는 80개 국에 6만 명 이상의 회원을 확보한 상태였다.

## 시성
1975년 6월 26일 에스크리바 사후, 세계 각지에서 그의 시복 시성을 청원하는 수많은 이들의 증언과 청원을 담은 서한이 교황청에 빗발치기 시작하였다. 그중에는 69명의 추기경과 전 세계 주교의 3분의 1에 해당하는 1,300명 주교들의 서한도 들어있었다. 1981년 1월 30일 교황청 시성성에서 호세마리아 에스크리바의 시복시성 심사 개시를 위한 인가가 내려졌으며, 1981년 2월 5일 교황 요한 바오로 2세는 이 결정을 인준하였다. 1981년과 1986년 사이에 로마와 마드리드에서 인지심사절차가 개시되어 호세마리아 에스크리바의 생애와 덕행, 기적에 관한 정보를 수집하였다.
1981년 2월 19일 호세마리아 에스크리바의 전구를 통한 공식 기적 사례가 처음으로 발표되었다. 1976년 콘셉시온 보울로 루비오라는 수녀가 희귀병인 지방종증을 앓았던 중에 그녀의 가족이 병의 치유를 위해 호세마리아 에스크리바에게 전구를 청하였고, 놀랍게도 병이 순식간에 치유된 일이 일어난 것이다. 1990년 4월 9일 교황 요한 바오로 2세는 호세마리아 에스크리바의 ‘영웅적 덕행’을 인정하고 가경자로 선포하였다. 교황청 시성성은 루비오 수녀의 치유사례를 호세마리아 에스크리바의 전구를 통한 기적으로 공식 인정하였으며, 이에 따라 1992년 5월 17일 요한 바오로 2세의 집전으로 성 베드로 광장에서 호세마리아 에스크리바의 시복식이 거행되어 복자로 선포되었다.
1993년 3월 15일 교황청 시성성에 한 통의 서신이 도착하였다. 그것은 1992년 11월에 불치병으로 불리는 방사선 피부염에 오랫동안 시달리던 마누엘 네바도 레이 박사가 기적적으로 치유되었다는 것이다. 호세마리아 에스크리바의 전구를 통해 이루어진 것으로 보여지는 이 기적은 시성성에 의해 유효하다는 판정을 받았으며 2001년 12월 교황 요한 바오로 2세의 정식 재가를 받음으로써 호세마리아 에스크리바에 대한 시성의 길이 열리게 되었다. 오푸스 데이에 대해 이따금씩 공공연하게 지원을 아끼지 않았던 요한 바오로 2세는 2002년 10월 2일 호세마리아 에스크리바에 대한 성인 시성식을 거행하였다.

## 같이 보기
- 오푸스 데이
- 길